# 自撮り

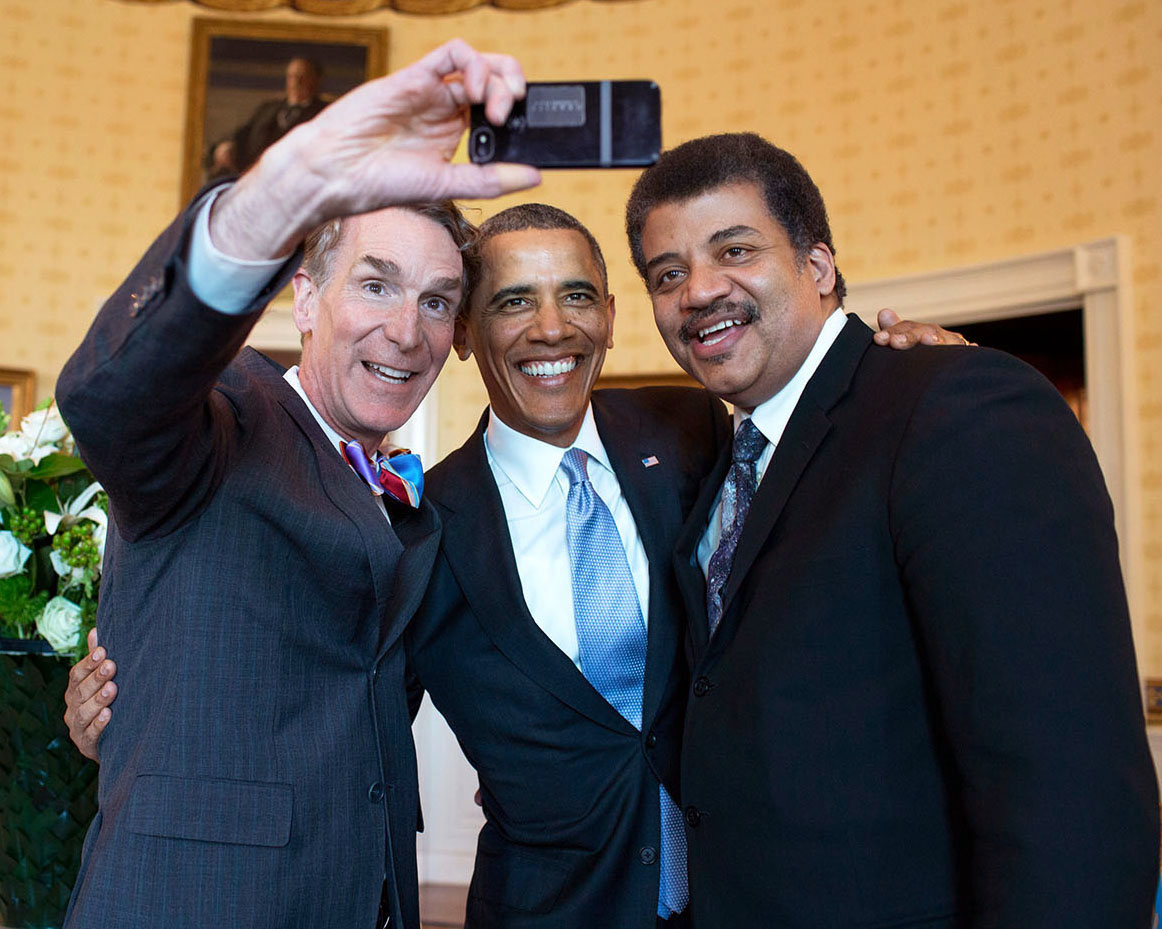
ホワイトハウスで教育科学者ビル・ナイが当時の米国大統領バラク・オバマや天体物理学者ニール・ドグラース・タイソンとともに自撮りしている様子（2014年）

自撮り（じどり）とは、撮影者が自分自身もしくは自分たちを被写体とした撮影方法である。自分撮り（じぶんどり）、セルフィー（英語: selfie）、セルカ（セルフカメラの略語）とも呼ばれる。
なお、英語で自撮り写真を意味する「selfie（セルフィー）」という言葉は、2002年から自画像写真を表す省略表現として使われ、2013年11月にはオックスフォード英語辞典による「今年の言葉」に選ばれている。

## 撮影方法
スマートフォンではインカメラが付いていることも多く、画面を確認しながら撮影できる。補助器具として、自撮り棒や拡張レンズ、スタンドなどを用いることもある。
カメラ付き携帯電話ではテレビ電話用のカメラを用いることで、容易に自分撮りができる。
一般的なカメラでは、ファインダーで構図を確認することができないため、意図するような写真を撮るのは難しい。これを回避するためには小さい鏡をレンズ側に取り付ける方法などがある。あらかじめレンズの横に鏡がついていたり、ファインダー部分を回転させることができるなどして、より簡単に、正確な自分撮りができるカメラも存在する。
|  |  |  |  |  |

## 自分撮りの危険性
自分撮りは周りへの注意が疎かになるため、周囲の人物や物とぶつかったり、転倒して怪我するなど事故に繋がる恐れがある。最悪の場合、死亡事故に繋がった例もある。
2018年の全インド医科大学とインド工科大学カーンプル校の調査では、2011年10月から2017年11月の間に、世界中で少なくとも259人(137件)が死亡した。属性の判明した死亡者211人については、男性が72.5%で女性が27.5%、20歳代が50.2%で10歳代が36.0%であった。国別では159人のインドが最多で、ロシア16人、アメリカ14人と続き、日本は0人であった。主な死因は、水死、交通事故、落下、火災などであった。ただし、火災は1件で48人が死亡した特殊事例である。
2016年11月、アメリカのカーネギーメロン大学とインドラプラスタ情報技術大学デリー校は、特別な手法を使ってインターネットやソーシャルメディアから世界中の情報を集め、自分撮りをしている最中に死亡した127件の事例を特定したと発表。国別では最多となったのはインドで、過去2年余りで76人の死亡事例を確認した。
また、専門誌に発表された2018年の研究では、2011年から2017年にかけて世界全体で250人以上が自撮りを試みて死亡しているというデータが提示されている。
具体的な死亡事例としては例えば、2014年3月にスペインで電車の屋根で自撮りを試みた男性が高電圧線に触れて死亡した事故や、2014年8月にポルトガルに位置するロカ岬の断崖絶壁で自撮りをした人物が、撮影に夢中になるあまり崖から転落死した事故がある。
2019年9月1日に、江戸川区在住でアイドル活動を行う女性に対して、ファンの男性がツイッター上の自撮り写真などから女性の住むマンションを特定した上で女性の自宅に侵入・傷害する事件があり、2020年2月26日に東京地方裁判所で懲役2年6カ月の実刑判決が出されている。

### 死亡事故をめぐる裁判
2017年11月、エクストリームスポーツ愛好者で高所愛好者だった中国人男性が、長沙市の62階建てビルから自撮り中に失敗して転落、死亡した。男性の母親は、動画配信会社に対し、危険な動画を検証する規則を有していなかったとして訴訟を起こした。2019年5月21日、北京インターネット裁判所は、動画配信会社はユーザーの安全を保証する一定の義務を負っており、必要なコンテンツの検証や動画の削除、遮断をしなかったとして、母親に対して3万元の賠償金を支払うよう命じた。

### 性的な自分撮り
性的な自分撮り画像に、性的な文章を添付したメッセージを他者に送る行為をセクスティング(Sexting)という。2000年代初め頃から出現し、2012年にはメリアム・ウェブスターカレッジ辞典にも加えられた造語である。セクスティングはインターネットを介して行われる恋人同士の交歓行為として流行したが、関係が破綻した後に画像が第三者に流出するリベンジポルノなどのトラブルが多発している。特に、青年期のセクスティングは ネットいじめの原因ともなり、逸脱行動として 危険視されている。ティーンエイジャーが作成したセクスティングは同意の上であろうとも児童ポルノとして裁かれるケースが多く、送信する当事者には非常に高いリスクが伴うが、2014年に行われた調査では、アメリカの未成年者のうち約20パーセントが1回は性的メッセージを送った経験があるという。

## 投票所での自撮り
2014年3月19日、オランダの統一地方選挙では、多くの市民や政治家が投票所で自分撮りした画像をソーシャルメディアに投稿する姿がみられた。秘密投票の原則を脅かす恐れがある一方で、有権者らに投票を促す効果もあると指摘されている。アメリカでは州によって対応が分かれる一方で、南アフリカやフィリピンなどは禁止の方針を明確に打ち出している。